# Вердаш
Верда́ш (фр. Verdaches, окс. Verdacha) — коммуна во Франции, находится в регионе Прованс — Альпы — Лазурный Берег. Департамент коммуны — Альпы Верхнего Прованса. Входит в состав кантона Сейн. Округ коммуны — Динь-ле-Бен.
Код INSEE коммуны — 04235.

## Население
Население коммуны на 2008 год составляло 61 человек.
| 1962 | 1968 | 1975 | 1982 | 1990 | 1999 | 2008 |
| ---- | ---- | ---- | ---- | ---- | ---- | ---- |
| 90   | 95   | 72   | 72   | 61   | 48   | 61   |

## Экономика
В 2007 году среди 34 человек в трудоспособном возрасте (15—64 лет) 21 были экономически активными, 13 — неактивными (показатель активности — 61,8 %, в 1999 году было 60,0 %). Из 21 активных работали 21 человек (10 мужчин и 11 женщин), безработных не было. Среди 13 неактивных 1 человек был учеником или студентом, 6 — пенсионерами, 6 были неактивными по другим причинам.

## Достопримечательности
- Приходская церковь Св. Иоанна Крестителя (XVIII век), исторический памятник
- Часовня Сен-Домнен, на западном фасаде высечены три головы волка, символизирующие три смертных греха